# Lee Beom-seok (Premier ministre)
Pour les articles homonymes, voir Lee Beom-seok.
Dans ce nom coréen, le nom de famille, Lee, précède le nom personnel Beom-seok.
Lee Beom-seok (hangeul : 이범석 ; RR : I Beom-seok), né le 20 octobre 1900 à Séoul et mort le 11 mai 1972 dans la même ville, est un résistant à l'occupation japonaise de la Corée (1910-1945) et un homme d'État sud-coréen. 
Il a été le premier Premier ministre de Corée du Sud du 1er aout 1948 au 21 avril 1950 sous la présidence de Syngman Rhee, ainsi que ministre de la Défense nationale et ministre de l'Intérieur.
Il fut aussi ambassadeur de Corée du Sud à Taïwan.